# Кипрская федерация футбола
Ки́прская федера́ция футбо́ла (греч. Κυπριακή Ομοσπονδία Ποδοσφαίρου, ΚΟΠ) — главный футбольный орган в Республике Кипр. Проводит различные внутренние соревнования: чемпионат Кипра, Кубок Кипра, Суперкубок Кипра и контролирует национальную сборную. Член ФИФА с 1948 года. Член УЕФА с 1962 года. Штаб-квартира расположена в Никосии.
Футбол на остров Кипр был завезён выходцами из Англии в начале XX века. Вскоре стали создаваться футбольные клубы. В 1934 году в Никосии клубы образовали Кипрскую федерацию футбола. В 2007 году КФА переехала в новую штаб-квартиру в Никосии. В церемонии открытия приняли участие тогдашний президент УЕФА Мишель Платини и президент Республики Кипр Тассос Пападопулос.